# Оратория
Ораторията е голяма музикална композиция за оркестър, солисти и хор.
Различава се от операта по това, че няма сценарий, костюми и актьорска игра. През цялото си развитие ораторията следва това на операта с тази разлика, че хорът в ораторията изпъква повече, отколкото в операта.
Върховият период за ораториите е XVII и XVIII век.
Повечето от ораториите са на библейска тематика, но някои композитори като Хендел са писали оратории, базирани на сюжети от гръцката и римската митология.
Дали са религиозни, или светски, ораториите винаги са сериозни и в повечето случаи темите им са свързани със Сътворението на света, живота на Иисус или на някой герой или месия.

## Известни оратории
- Бах:

„Страстите на Матей“
„Страстите на Йоан“
- Хендел:

„Месия“
- Хайдн:

„Сътворението“
- Менделсон:

„Елия“
„Павел“